# Suzuka Nakamoto
Pour les articles homonymes, voir Nakamoto.
Suzuka Nakamoto (中元 すず香, Nakamoto Suzuka), aussi connue sous le nom de Su-metal, née le 20 décembre 1997, est une chanteuse et idole japonaise ex-membre des groupes féminins Karen Girl's et Sakura Gakuin. Elle est actuellement membre et leader du groupe japonais Babymetal, ancien sous-groupe de Sakura Gakuin. Elle est produite par l'agence de talent Amuse Inc.

## Présentation
Suzuka naît le 20 décembre 1997 à la préfecture de Hiroshima. Elle mesure 1,56 m. Elle a une sœur aînée, Himeka Nakamoto, une ex-membre du groupe d'idols Nogizaka46.

## Biographie
Avant ses débuts professionnels, Nakamoto était étudiante à l'école artistique Actors School Hiroshima où avait travaillé auparavant le célèbre groupe féminin japonais Perfume. En 2003, elle remporte le Grand Prix et a une récompense pour le Bandai Jewel Drop Image Girl Contest. Après cela, elle remporte également le Grand Prix à l'audition "Amuse's 2nd Annual Star Kids Audition", et c'est à ce moment-là que commence sa carrière professionnelle.
En 2008, Nakamoto forme le groupe d'idoles Karen Girl's sous le nom Suzuka, avec deux autres jeunes filles, Ayami Mutō et Yuika Shima jusqu'à la rupture du groupe en 2009. Bien après, elle a commencé une petite carrière d'actrice en apparaissant dans des comédies musicales.
Elle joint en 2010 avec son ancienne collègue de Karen Girl's, Ayami Mutō, le nouveau groupe féminin japonais Sakura Gakuin dédié seulement aux étudiantes de l'école primaire ou secondaire. Ce sera l'occasion pour elle de rencontrer bien après de prochains membres de ce groupe, Yui Mizuno et Moa Kikuchi, avec qui elle formera le sous-groupe Babymetal dans le thème de la musique metal. Dans ce sous-groupe, elle est la leader, la plus âgée et la chanteuse principale. Elle donnera plus tard quelques concerts avec ces groupes.
Après le départ d'Ayami (qui était la première présidente du Conseil des étudiants au sein du groupe) avec deux autres membres plus âgés, elle devient en mars 2012 la deuxième présidente (leader) du groupe.
Début 2013, en raison du fait qu'elle soit diplômée de l'école secondaire, son départ de Sakura Gakuin est annoncé en février. C'est aussi l'occasion de la sortie du 5e single du groupe le 27 février 2013 My Graduation Toss, qui lui est alors dédiée, où elle apparaît en premier plan sur la couverture du single, habillée en étudiante diplômée. Elle est diplômée le 31 mars 2013 en même temps qu'une de ses camarades du groupe Mariri Sugimoto, au Tokyo International Forum où a été organisé en même temps un concert d'adieu,,.
Malgré son diplôme, elle reste membre du sous-groupe Babymetal. Il a été alors décidé par l'agence de Babymetal qu'il ne dépendra plus de Sakura Gakuin et continuera à travailler en tant que groupe.

## Groupes
- Karen Girl's (2008-2009)
- Sakura Gakuin (2010-2013)
- Babymetal (2010- )

## Discographie en groupe

### Avec Karen Girl's
| Date de sortie   | Titre             | Label                | Remarques |         |         |         |         |         |
| Singles          | Singles           | Singles              | Singles   | Singles | Singles | Singles | Singles | Singles |
| ---------------- | ----------------- | -------------------- | --------- | ------- | ------- | ------- | ------- | ------- |
| 25 juin 2008     | Over The Future   | Geneon Entertainment |           |         |         |         |         |         |
| 26 novembre 2008 | MY WINGS          | Geneon Entertainment |           |         |         |         |         |         |
| Albums studio    |                   |                      |           |         |         |         |         |         |
| 25 février 2009  | Fly To The Future | Geneon Entertainment |           |         |         |         |         |         |

### Avec Sakura Gakuin
| Date de sortie   | Titre                                   | Label                 | Remarques     |               |               |               |               |               |
| Albums studio    | Albums studio                           | Albums studio         | Albums studio | Albums studio | Albums studio | Albums studio | Albums studio | Albums studio |
| ---------------- | --------------------------------------- | --------------------- | ------------- | ------------- | ------------- | ------------- | ------------- | ------------- |
| 27 avril 2011    | Sakura Gakuin 2010nendo ~message~       | Toys Factory          |               |               |               |               |               |               |
| 21 mars 2012     | Sakura Gakuin 2011nendo ~FRIENDS~       | Universal Music Japan |               |               |               |               |               |               |
| 13 mars 2013     | Sakura Gakuin 2012nendo ~My Generation~ | Universal Music Japan |               |               |               |               |               |               |
| Singles          |                                         |                       |               |               |               |               |               |               |
| 8 décembre 2010  | Yume ni Mukatte / Hello! IVY            | Toys Factory          |               |               |               |               |               |               |
| 21 décembre 2011 | Verishuvi                               | Universal Music Japan |               |               |               |               |               |               |
| 15 février 2012  | Tabidachi no Hi ni                      | Universal Music Japan |               |               |               |               |               |               |
| 5 septembre 2012 | Wonderful Journey                       | Universal Music Japan |               |               |               |               |               |               |
| 27 février 2013  | My Graduation Toss                      | Universal Music Japan |               |               |               |               |               |               |

### Avec Babymetal
| #             | Date de sortie  | Titre                     | Label         | Remarques          |               |               |               |               |
| Albums studio | Albums studio   | Albums studio             | Albums studio | Albums studio      | Albums studio | Albums studio | Albums studio | Albums studio |
| ------------- | --------------- | ------------------------- | ------------- | ------------------ | ------------- | ------------- | ------------- | ------------- |
| 1             | 26 février 2014 | BABYMETAL                 | Toys Factory  | major              |               |               |               |               |
| 2             | 1er avril 2016  | METAL RESISTANCE          | Toy's Factory | major              |               |               |               |               |
| 3             | 11 octobre 2019 | METAL GALAXY              | Toy's Factory | major              |               |               |               |               |
| 4             | 24 mars 2023    | THE OTHER ONE             | Toy's Factory | major              |               |               |               |               |
| Singles       |                 |                           |               |                    |               |               |               |               |
| -             | 7 mars 2012     | BABYMETAL × Kiba of Akiba | Toys Factory  | single indépendant |               |               |               |               |
| -             | 4 juillet 2012  | Headbanger!!              | Toys Factory  | single indépendant |               |               |               |               |
| 1             | 9 janvier 2013  | Ijime, Dame, Zettai       | Toys Factory  | single major       |               |               |               |               |
| 2             | 19 juin 2013    | Megitsune                 | Toys Factory  | single major       |               |               |               |               |

## Divers

### Comédies musicales
- 2009 - Boukensha-tachi
- 2010 - Boukensha-tachi Saien